# Bob Mathias

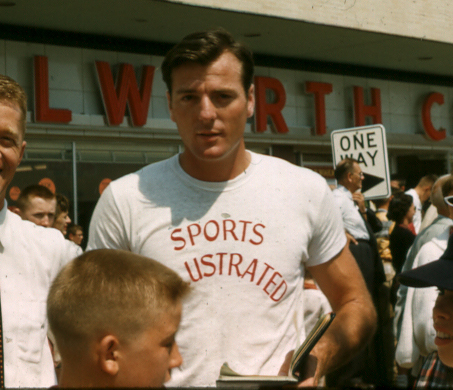
Bob Mathias 1953

Robert Bruce „Bob“ Mathias (* 19. November 1930 in Tulare, Kalifornien; † 2. September 2006 in Fresno, Kalifornien) war ein US-amerikanischer Leichtathlet und Politiker. Er war in den Jahren von 1948 bis 1952 im Zehnkampf international erfolgreich. Mathias gewann zweimal hintereinander die olympische Goldmedaille im Zehnkampf, wurde mit 17 Jahren zum bis dahin jüngsten Leichtathletikolympiasieger und blieb es bis zum Erfolg Maureen Cairds bei den Olympischen Spielen 1968 in Mexiko.

## Karriere
Mathias begann mit dem Zehnkampf 1948 auf Anraten des Trainers der High School in Tulare und qualifizierte sich auf Anhieb für die XI. Olympischen Spiele 1948 in London. Obwohl ihm seine völlige Unerfahrenheit und vor allem seine Unkenntnis der Regeln beinahe zum Verhängnis geworden wären, siegte er mit 165 Punkten Vorsprung vor dem Zweitplatzierten. Im gleichen Jahr wurde er mit dem James E. Sullivan Award ausgezeichnet.
Um bessere Trainingsmöglichkeiten zu haben, wechselte er anschließend für ein Jahr an die Kiski School in Saltsburg. Ab 1949 besuchte er die Universität in Stanford, wo er als Mannschaftsführer des Football-Teams an den Rose Bowl Games 1952 in Pasadena teilnahm. Im selben Jahr gelang ihm als erstem Zehnkampfolympiasieger der Geschichte eine Wiederholung seines Erfolgs: Bei den XII. Olympischen Spielen 1952 in Helsinki siegte er mit einem Vorsprung von mehr als 900 Punkten. Anschließend zog er sich aus der Leichtathletik zurück, wurde aber im gleichen Jahr noch mit der Sportler des Jahres-Auszeichnung von Associated Press geehrt.
In späteren Jahren trat er als Schauspieler in einer Verfilmung seiner Jugendjahre auf. Der Film trug den Titel The Bob Mathias Story. Einige andere Filme folgten. Von 1967 bis 1975 vertrat er als Republikaner den 18. Kongresswahlbezirk Kaliforniens im US-Repräsentantenhaus. 1974 scheiterte sein Wiederwahlversuch am Demokraten John Hans Krebs.
2014 fand er Aufnahme in die IAAF Hall of Fame.

## Leistungen
- Olympische Spiele
  - Olympische Spiele 1948 in London:
Gold mit 7139 Pkt. vor dem Franzosen Ignace Heinrich mit 6974 Pkt. und seinem Landsmann Floyd Simmons mit 6950 Pkt.
  - Olympische Spiele 1952 in Helsinki:
Gold mit 7887 Pkt. vor seinen beiden Landsleuten Milt Campbell mit 6975 Pkt. und Floyd Simmons mit 6788 Pkt.

- AAU-Meisterschaften

| Jahr   | 1948 | 1949 | 1950 | 1952 |
| Punkte | 7224 | 7556 | 8042 | 7825 |

- Weltrekorde
  - 8042 Pkt., erzielt am 30. Juni 1950 in Tulare. Damit war Bob Mathias der erste Zehnkämpfer, der die 8000-Punkte-Grenze übertraf.
  - 7887 Pkt. (neue Wertung), erzielt am 26. Juli bei den XII. Olympischen Spielen 1952 in Helsinki. Diese Leistung wurde erst drei Jahre später von Rafer Johnson übertroffen.

## Filmografie (Auswahl)
- 1960: Theseus, Held von Hellas (Teseo contro il Minotauro)